# (34993) Эвемон
(34993) Эвемон (лат. Euaimon) — типичный троянский астероид Юпитера, движущийся в точке Лагранжа L4, в 60° впереди планеты. Астероид был открыт 20 сентября 1973 года американскими астрономами К. Й. ван Хаутеном, И. ван Хаутен-Груневельд и Томом Герельсом в Паломарской обсерватории и назван в честь мифического царя Атлантиды.

Орбита астероида Эвемон и его положение в Солнечной системе